# Фјорела (Болоња)
Фјорела (итал. Fiorella) је насеље у Италији у округу Болоња, региону Емилија-Ромања.
Према процени из 2011. у насељу је живело 281 становника. Насеље се налази на надморској висини од 99 м.